# Петербургский протокол (1826)
Петербургский протокол или Протокол 4 апреля — соглашение, подписанное в Санкт-Петербурге 23 марта (4 апреля) 1826 года представителями России и Великобритании. С российской стороны протокол подписали министр К. В. Нессельроде и посол в Лондоне Х. А. Ливен, с британской стороны — эмиссар британского правительства герцог Артур У. Веллингтон.

## Предыстория
Веллингтон прибыл в Петербург в феврале 1826 года с целью передать поздравление с восшествием на престол новому русскому императору и для проведения конфиденциальных русско-британских переговоров по Восточному вопросу.
Наибольший интерес для европейской дипломатии в этот момент вызывали события Греческой войны за независимость, в отношении к которой российская дипломатия была крайне непоследовательна. Сперва Александр I, ссылавшийся на обязательства, налагаемые на Россию участием в Священном союзе, отказывал восставшим в праве бунтовать против своего монарха, позже он стал выказывать откровенную симпатию к восставшим грекам и особенно — к тем из их лидеров, которые состояли на российской службе (Ипсиланти , Каподистрии и др.). В январе 1824 года Александр I предложил свой план греческого урегулирования: восставшие провинции должны быть разделены на три группы (Западная Греция, Восточная Греция и Морея), каждая из которых будет превращена в вассальное княжество Османской империи на таких же приблизительно условиях, как Молдавия и Валахия. Когда в июне 1824 года об этих планах стало известно, они вызвали протест и у греков (временное правительство в Навплии опубликовало ноту протеста), несогласных с разделением страны и сохранением турецкого владычества, и у правительства султана, что привело к ослаблению влияния российской дипломатии на Балканах. В свою очередь британское правительство стало активнее поддерживать греков. Оно признало восставших воюющей стороной, признало за ними право блокады портов и разрешило открыто снабжаться продовольствием и другими припасами в портах Ионической республики. В этой ситуации отказ от помощи Греции мог привести к утрате Россией значительной части своего влияния на Балканах.
Сменивший Александра на троне Николай I сразу после восшествия на престол объявил о своем желании проводить более энергичную и последовательную политику в восточных делах. 17 марта 1826 года он выдвинул турецкому правительству угрожающий ультиматум с требованием в шестинедельный срок исполнить условия Бухарестского договора и прислать представителей для переговоров по вопросам, являющимся предметом споров между империями. Это заставило Веллингтона активизировать переговоры, в ходе которых он предложил помощь Англии в урегулировании споров России с Османской империей и попросил её согласия на британское посредничество между греками и правительством султана. Николай категорически отказался от британского вмешательства в переговоры между Российской и Османской империями, но был вынужден согласиться на британское участие в решении греческого вопроса, после того, как Веллингтон объявил, что только при этом условии Великобритания может обещать ему свой нейтралитет в будущем столкновении с Турцией.

## Содержание
Результатом переговоров стало подписание протокола 4 апреля 1826 года.
Согласно его тексту, Россия соглашалась на посредничество Англии в переговорах между временным греческим правительством и Портой. Кроме этого документ включал следующие пункты:
- обе державы потребуют для Греции автономии
- Греция впредь должна будет только платить дань Турции
- Греция сама будет выбирать главу своего правительства (впрочем, этот выбор должен быть подтвержден Турцией)
- для предотвращения столкновения между греками и турками первые получали право приобретать турецкие имения в Греции
- соглашение будет сохранять силу, каковы бы ни были отношения Российской империи с Турцией
- каждая из сторон отказывалась от территориальных, финансовых или коммерческих преимуществ, которые не будут общими для всех европейских государств после окончательного умиротворения Греции.

В случае отклонения Турцией предложения об английском посредничестве предусматривалось «общее или единоличное» воздействие на Османскую империю и греческую сторону для их примирения.

## Значение
Петербургский протокол стал первым европейским дипломатическим актом, касавшимся освобождения Греции. Фактически, он обозначал, что принципы Священного Союза не будут распространяться на решение греческого вопроса. Кроме того, он стал первым крупным дипломатическим актом Николая I, который русский император рассматривал как свою личную победу.
Положения Петербургского протокола стали основой для Конвенции, заключённой в Лондоне в 1827 г. представителями правительств России, Великобритании и Франции по вопросу о будущем устройстве Греции.